# Нагаи, Юитиро
Юитиро Нагаи (яп. 永井 雄一郎 Нагаи Юитиро, род. 14 февраля 1979, Синдзюку) — японский футболист.

## Карьера
На протяжении своей футбольной карьеры выступал за клубы «Урава Ред Даймондс», «Карлсруэ», «Симидзу С-Палс», «Иокогама».

## Национальная сборная
В 2003 году сыграл за национальную сборную Японии 4 матча, в которых забил 1 гол. Также участвовал в Кубке конфедераций 2003 года.

## Статистика за сборную
| Сборная Японии | Сборная Японии | Сборная Японии |
| Год            | Матчи          | Голы           |
| -------------- | -------------- | -------------- |
| 2003           | 4              | 1              |
| Итого          | 4              | 1              |

## Достижения
- Джей-лиги: 2006
- Кубок Императора: 2005, 2006
- Кубок Джей-лиги: 2003